# Математический мост
Математический мост (англ. The Mathematical Bridge) — неофициальное название деревянного пешеходного моста через реку Кам (англ. Cam), соединяющего старую и новую части Куинс-колледжа в Кембридже, Великобритания.
Мост был построен в 1749 году по проекту известного плотника Уильяма Этриджа. Официальное название — просто деревянный мост (англ. The Wooden Bridge).
По легенде математический мост построил сам Исаак Ньютон, причём без единого гвоздя. Позже любознательные студенты разобрали мост на части, однако не смогли разобраться в его конструкции, и собирать мост обратно им пришлось уже при помощи болтов и гаек. На самом деле, мост был построен через 22 года после смерти Ньютона и его балки были с самого начала скреплены железными штырями, которые были заменены на болты во время реконструкции 1905 года.